# Wateren
Wateren (52° 55′ N, 6° 17′ L) é uma cidade dos Países Baixos, na província de Drente. Wateren pertence ao município de Westerveld, e está situada a 22 km, a oeste de Assen.